# 小行星32853
小行星32853（32853 Döbereiner）是一颗绕太阳运转的小行星，为主小行星带小行星。该小行星于1992年9月21日发现。

## 轨道参数
小行星32853的轨道半长轴为2.5385497 UA，离心率为0.093。